# Velestíno
Velestíno (en grec moderne : Βελεστίνο, en aroumain : Velescir) est une ville du district régional de Magnésie, en Thessalie (Grèce). C'est le siège de la municipalité de Rígas Feréos.

## Emplacement
Velestíno est située à 120 m d'altitude à flanc de colline, à l'extrémité sud-est de la plaine de Thessalie et est établie à une distance de 17 km à l'ouest de Vólos et 40 km au sud-est de Larissa.

## Communications
Velestíno a une gare sur la ligne locale de Larissa à Volos. L'autoroute A1 (Athènes – Larissa – Thessalonique) passe à l'est de la ville. 

## Personnalités liées à Velestíno
L'écrivain et révolutionnaire grec Rígas Feréos est né à Velestíno en 1757.

## Histoire
Velestíno est construite sur le site de l'ancienne Phères. L'ancienne colonie est encore attestée au début de l'époque byzantine, mais a apparemment été abandonnée à la suite des invasions slaves du VIIe siècle.  
Avec le reste de la Thessalie, Velestíno a été cédée à la Grèce en 1881 par la Convention de Constantinople. 
La bataille de Velestíno (en) y a eu lieu pendant la guerre gréco-turque de 1897.